# Rudolf Auspitz
Rudolf Auspitz (7. července 1837 Vídeň – 8. března 1906 Vídeň) byl rakouský podnikatel a politik německé národnosti a židovského původu působící na Moravě, od 70. let 19. století poslanec Říšské rady.

## Biografie

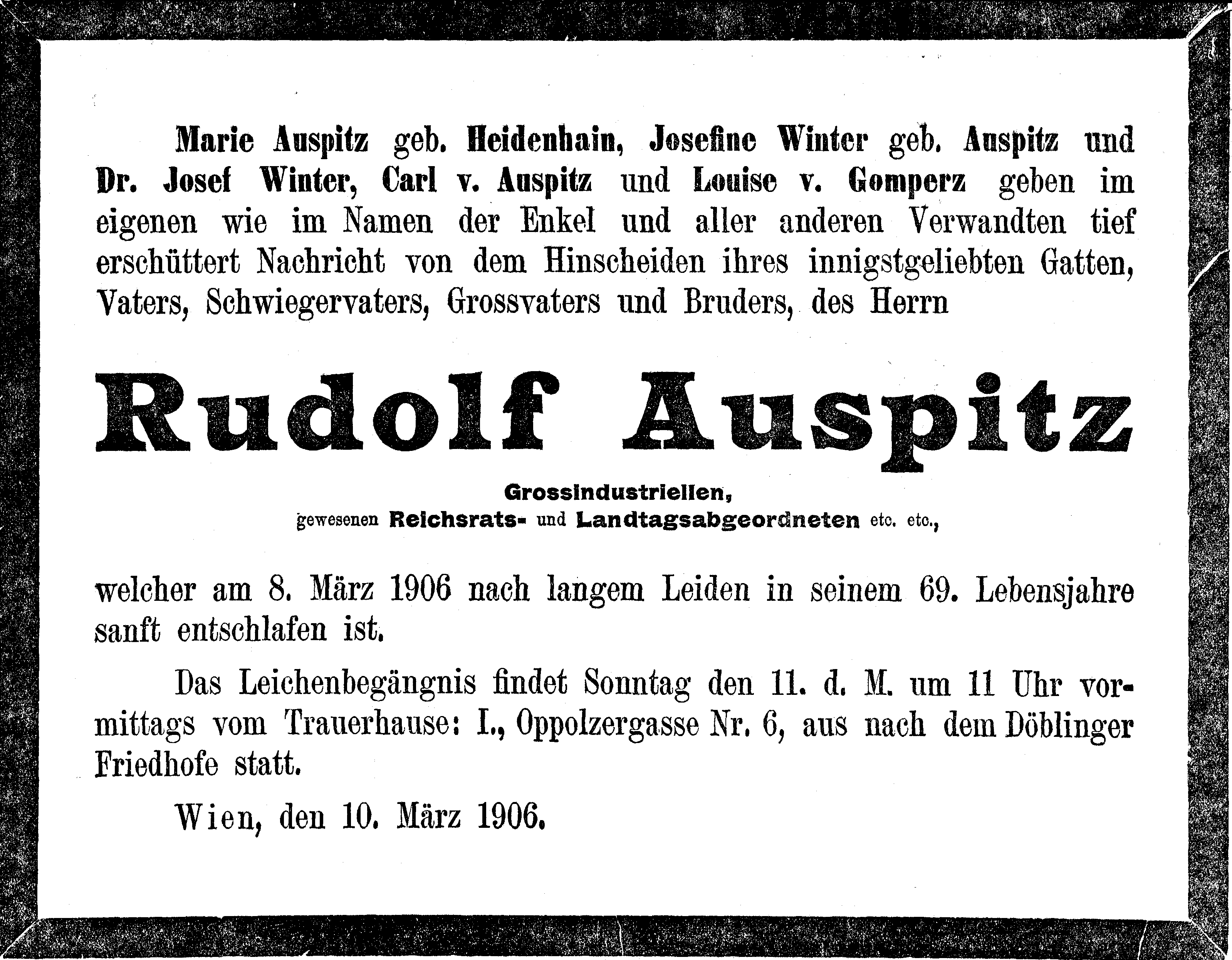
Smuteční oznámení v Neue Freie Presse 10. března 1906

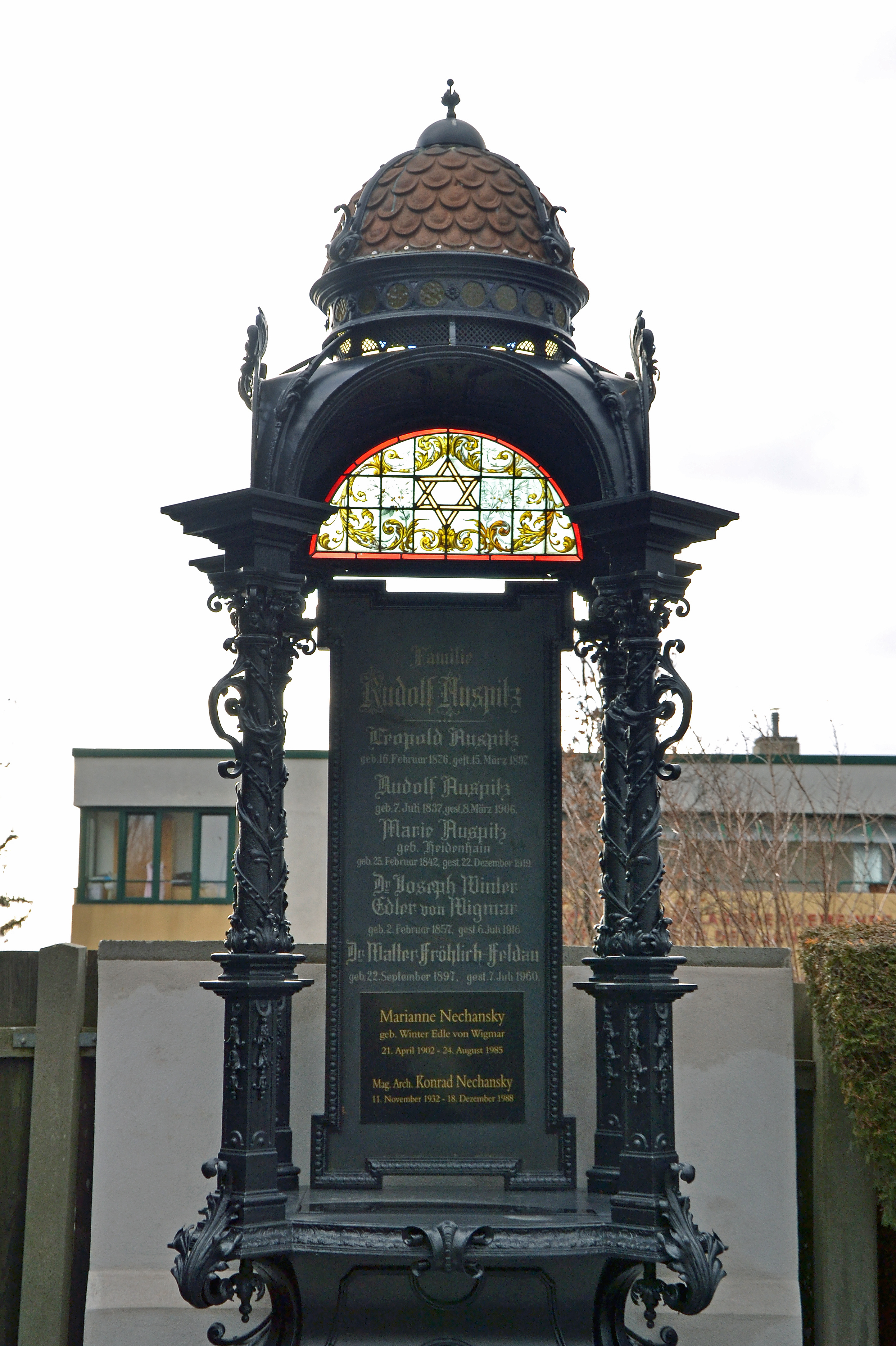
Hrob rodiny Auspitz na hřbitově v Döblingu

Pocházel z rozvětvené a vlivné židovské rodiny usazené historicky na jižní Moravě (město Hustopeče bylo německy nazýváno Auspitz). Mezi jeho předky byli významní rabíni. Dědeček Lazar Auspitz (narozen 1772) založil roku 1833 v Brně textilní továrnu. Otec Samuel Auspitz (1795–1867) byl bankéř a zakladatel velkoobchodu ve Vídni. Oženil se s Therese Ester Lewinger. Kromě Rudolfa se jim roku 1824 narodil i syn Carl Auspitz, jenž byl obchodníkem a spolu s bratrem Rudolfem podnikal.
Vystudoval matematiku na vídeňské technice a fyziku v Berlíně a Paříži. V Paříži od roku 1858 studoval též národohospodářství, později chemii. Působil pak jako průmyslový podnikatel. Podnikatelskou dráhu zahájil roku 1858. Roku 1863 zbudoval v Rohatci cukrovar. Roku 1882 k němu přikoupil i dosavadní hraběcí cukrovar v Bzenci a pronajal si související velkostatky Veselí a Strážnice.
Od zemských voleb roku 1871 byl poslancem Moravského zemského sněmu. Zastupoval městskou kurii, obvod Kyjov, Bučovice, Vyškov a Strážnice. Obhájil zde mandát v zemských volbách roku 1878. V zemských volbách roku 1884 byl na sněm zvolen za kurii obchodních a živnostenských komor, obvod Brno. Uspěl za ni i v zemských volbách roku 1890 a zemských volbách roku 1896. Trvale byl členem finančního výboru zemského sněmu. Na schůzi sněmu 17. prosince 1900 bylo oznámeno, že Rudolf Auspitz rezignoval na mandát. V doplňovací volbě pak místo něj nastoupil brněnský obchodník Friedrich Singer.
V 70. letech 19. století se zapojil i do celostátní politiky. V prvních přímých volbách do Říšské rady roku 1873 byl zvolen do Říšské rady (celostátní zákonodárný sbor) za městskou kurii, obvod Mikulov, Hustopeče atd. Mandát obhájil za týž obvod i ve volbách do Říšské rady roku 1879 a volbách do Říšské rady roku 1885. Jeho volba byla ovšem 27. března 1890 anulována a do parlamentu pak místo něj usedl Karl Lebwohl. Jeho odchod ze sněmovny souvisel podle Národních listů s kritikou regulérnosti jeho volby, protože křeslo v Říšské radě měl získat samými úplatky. Do Říšské rady se vrátil v roce 1892, když sem usedl 13. prosince 1892 místo Julia Gomperze, nyní za kurii obchodních a živnostenských komor, obvod Brno. Mandát zde obhájil ve volbách do Říšské rady roku 1897 a volbách do Říšské rady roku 1901. Na poslanecké křeslo rezignoval 17. ledna 1903. K roku 1897 se profesně uvádí jako továrník ve Vídni.
Stranicky se profiloval jako německý liberál (takzvaná Ústavní strana, liberálně a centralisticky orientovaná, odmítající federalistické aspirace neněmeckých etnik). Na Říšské radě se v říjnu 1879 uvádí jako člen staroněmeckého Klubu liberálů ( Club der Liberalen). Po volbách roku 1885 patřil do klubu Sjednocené levice, do kterého se spojilo několik ústavověrných proudů německých liberálů. Po rozpadu Sjednocené levice přešel do frakce Německorakouský klub. V roce 1890 se uvádí jako poslanec obnoveného klubu německých liberálů, nyní oficiálně nazývaného Sjednocená německá levice. Členem poslaneckého klubu Sjednocená německá levice byl na Říšské radě do roku 1897. Odmítal všeobecné volební právo.
Od roku 1889 působil coby člen obchodní a živnostenské komory ve Vídni. V roce 1888 publikoval společně s Richardem Liebenem knihu o teorii cen. Od roku 1900 zasedal v předsednictvu vídeňské židovské náboženské obce. Zastával funkci generálního rady Rakousko-uherské banky. Byl mu udělen Řád železné koruny 3. třídy.
Národní listy ho v nekrologu označily za nejbezohlednějšího protivníka Čechů, obzvláště těch moravských. Přičítaly jeho politický vliv jeho bohatství. Jeho postavení prý ale postupně oslabil antisemitismus, který postihl i jeho Ústavní stranu, jíž věnoval většinu svých sil.
Rudolf Auspitz měl s první manželkou Helene Lieben dceru Josefine Rosalie Auspitz (narozena roku 1873, zemřela roku 1942 v ghettu v Terezíně) a syna Leopolda Auspitze (narozen 1877). S manželkou se rozvedl roku 1890 a téhož roku si vzal Marii Heidenhain. Zemřel v březnu 1906 na zánět plic. Dědictví po zesnulém se vyčíslovalo na 30 milionů korun. Z toho odkázal 470 000 na dobročinné účely.